# Timeout (sport)
 For alternative betydninger, se Timeout. (Se også artikler, som begynder med Timeout)
Timeout er i sportens verden en afbrydelse af spillet. Det er enten når dommeren beder tidstagerbordet om at standse kampuret (en dommertimeout) eller når en official (typisk cheftræneren) fra et af de deltagende hold beder om det. I sidstnævnte tilfælde vil det hedde en team timeout, fordi det er et hold (eng.: team), der beder om en pause, så de kan snakke om noget taktik. Hvor en dommertimeout varer indtil en dommer starter spiller igen, har en team timeout normalt en begrænset varighed. I håndbold varer den ét minut.
| Sport | Spire Denne artikel om sport er en spire som bør udbygges. Du er velkommen til at hjælpe Wikipedia ved at udvide den. |